# Zhangpan (köpinghuvudort i Kina, Henan Sheng, lat 33,99, long 113,99)
Zhangpan är en köpinghuvudort i Kina. Den ligger i provinsen Henan, i den centrala delen av landet, omkring 92 kilometer söder om provinshuvudstaden Zhengzhou. Antalet invånare är 41 490. Befolkningen består av 20 195 kvinnor och 21 295 män. Barn under 15 år utgör 18,0 %, vuxna 15-64 år 72 %, och äldre över 65 år 8,0 %.
Runt Zhangpan är det tätbefolkat, med 790 invånare per kvadratkilometer. Närmaste större samhälle är Jiangguanchi, 11,2 km väster om Zhangpan. Trakten runt Zhangpan består till största delen av jordbruksmark.
Genomsnittlig årsnederbörd är 863 millimeter. Den regnigaste månaden är juli, med i genomsnitt 176 mm nederbörd, och den torraste är januari, med 7 mm nederbörd.